# Andrena antoinei
Andrena antoinei — це вимерлий вид земляної бджоли з родини Andrenidae, описаний з однієї скам'янілості, знайденої в озері пізнього олігоцену в сучасній Франції, яке існувало в напівпосушливих умовах.

## Опис
Скам'янілість A. antoinei — це самець, що зберігся зі спини тіла, голова, нахилена вгору, показує обличчя, вусики розташовані збоку від голови, а крила так само розгорнуті від тіла. Голова становить 2,56 мм, мезосома — 2,9 мм, а ділянка метасоми, що збереглася, має довжину 4,47 мм, хоча збереглися лише два базальних сегменти. Забарвлення голови і тулуба є сумішшю чорних, жовтих і коричневих тонів. Коричневі тони зберігаються на жилках крил, вусиках і метасомі. Чорні тони присутні на мезосомі, сегментах кінчика метасоми та більшій частині голови. Голова має виразний жовтий відтінок на кліпеусі. Антени збереглися не повністю. Напівпрозорі передні крила завдовжки 5,94 мм мають одну крайову клітину та три клітини нижче, які називаються субмаргінальними клітинами.